# باول روبين
باول روبين (بالإنجليزية: Paul Rubin)‏ هو اقتصادي أمريكي، ولد في 9 أغسطس 1942.